# Fauna de África
Fauna de África, en su sentido más amplio, se refiere a todos los animales que viven en el continente africano tomando en cuenta sus mares circundantes y las islas cercanas. La fauna más característica africana se encuentra en la ecorregión afrotropical- antes llamada etíope (el África subsahariana). Situada casi en su totalidad dentro de los trópicos, e igualmente al norte y al sur del ecuador, crea condiciones favorables para la existencia de la abundante fauna africana.

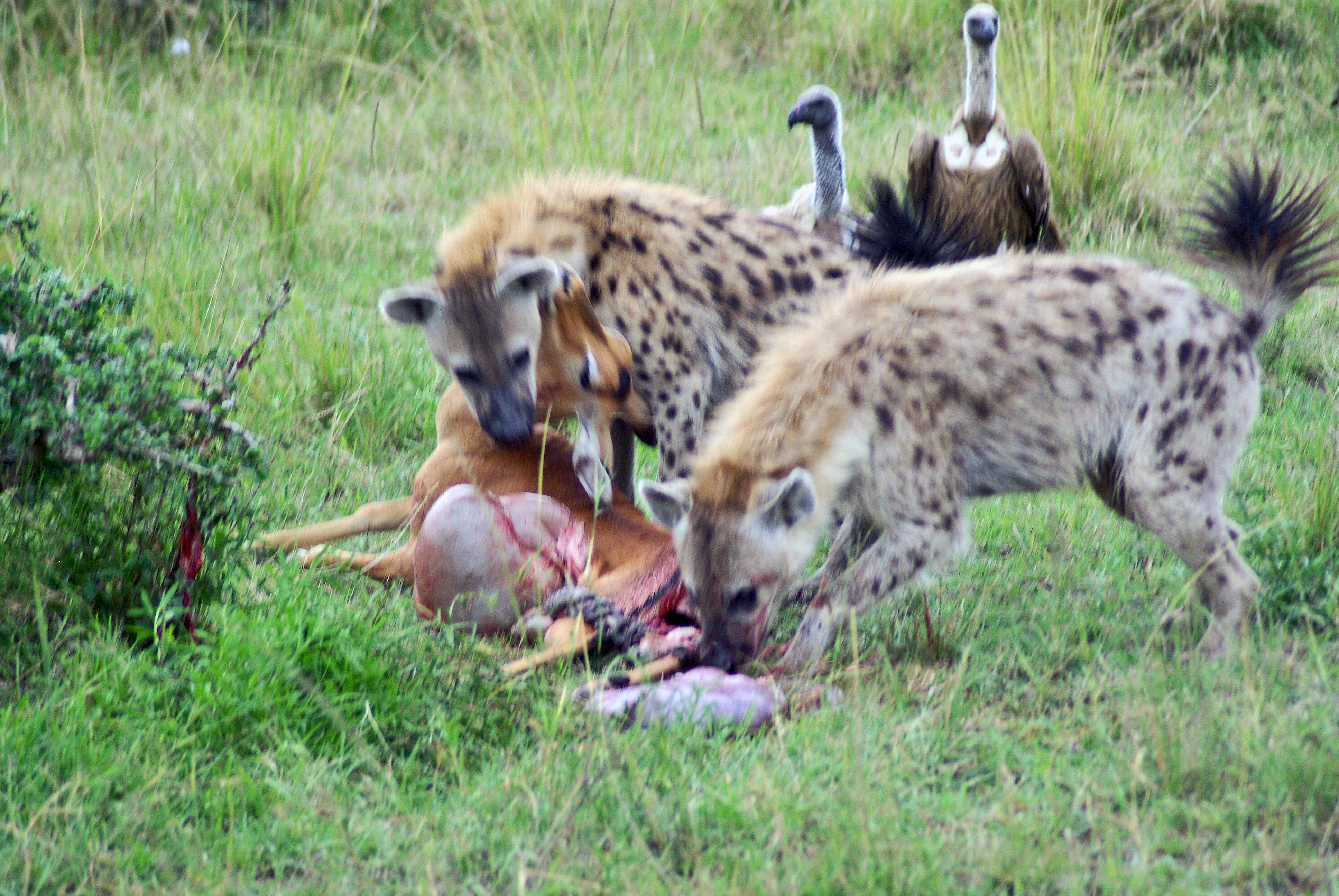
Hienas manchadas devorando el cadáver de un impala que le habían robado a un guepardo. Parque Nacional de Masái Mara, Kenia

## Orígenes de la fauna africana
Considerando que los primeros rastros fósiles de vida en África datan de los primeros tiempos, la formación de la fauna africana tal como la conocemos hoy en día, comenzó con la división del supercontinente, Gondwana, a mediados de la Era Mesozoica. 

Los continentes Laurasia-Gondwana hace 200 millones de años

Después de este acontecimiento, de cuatro a seis agrupaciones de animales, los llamados Estratos de Fauna Africana (AFSs, por sus siglas en inglés), se pueden distinguir. El aislamiento de África se había roto intermitentemente por discontinuas "rutas de filtro" que vinculaban a otros continentes con Gondwana (Madagascar, América del Sur, y tal vez India), pero sobre todo para Laurasia. Los intercambios con Gondwana eran raros y principalmente eran dispersiones "fuera de África", mientras que los intercambios con Laurasia eran numerosos y de manera bidireccional, aunque principalmente de Laurasia hacia África. A pesar de estas conexiones, el aislamiento se tradujo en notables ausencias, falta de diversidad, y la aparición de endemismos en África. Madagascar se separó de África continental durante el desmembramiento de Gondwana a principios del periodo Cretácico; sin embargo, probablemente fue conectada con el continente nuevamente durante el periodo Eoceno.
El primer intercambio faunístico Neógeno tuvo lugar en el Mioceno Medio (la introducción de Myocricetodontinae, Democricetodontinae y Dendromurinae).
Un importante intercambio de fauna terrestre entre el norte de África y Europa comenzó aproximadamente 6,1 Ma, algunos 0,4 Myr antes del comienzo de la Crisis salina del Messiniense (por ejemplo, la introducción de Murinae, especies inmigrantes procedentes del sur de Asia).
Durante el comienzo del periodo Terciario, África estaba cubierta por un inmenso bosque de hoja perenne habitado por fauna forestal endémica con mucho parecido a las especies del sur de Asia. En el periodo Plioceno, el clima se volvió seco y la mayor parte del bosque fue destruido; los animales del bosque se refugiaron en las islas forestales restantes. Asimismo, un amplio puente de tierra conectaba África con Asia, por lo tanto hubo una gran invasión de animales de la estepa hacia África. Al comienzo del periodo Pleistoceno, un periodo húmedo en el cual, gran parte del bosque fue renovado al tiempo que la fauna de pradera se dividió y se aisló, volviendo a la fauna del bosque habían prevalecido anteriormente. Por lo tanto, la presente fauna forestal tiene doble origen, en parte es descendiente de la fauna endémica y en parte de las especies de la estepa que se adaptaron a la vida en el bosque; asimismo, la actual fauna de la sabana es de un origen similar a lo que se explicó. El aislamiento en tiempos pasados ha dado lugar a la presencia de subespecies estrechamente relacionadas en regiones ampliamente separadas. En África, donde se originaron los humanos, se muestra mucho menos evidencia en la pérdida de la extinción de megafauna durante el periodo Pleistoceno, tal vez porque la coevolución de animales de gran tamaño que se dio junto a los primeros seres humanos, proporcionó el tiempo suficiente para que pudieran desarrollar defensas eficaces. La situación en el trópico libró también de las glaciaciones del Pleisticeno, por lo que el clima no cambió mucho.

## Invertebrados

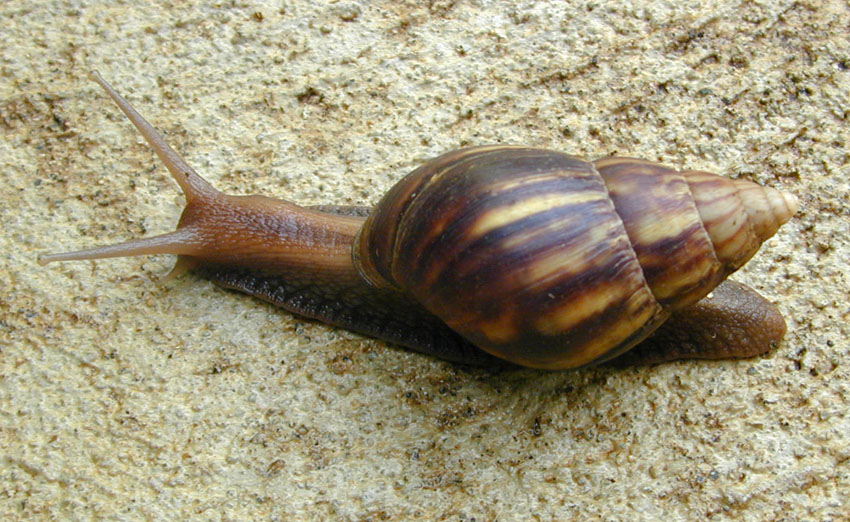
Caracol gigante africano (Lissachatina fulica)

Existen grandes huecos en el conocimiento humano acerca de los invertebrados africanos. África del Este tiene una rica fauna de coral con aproximadamente 400 especies conocidas. Más de 400 especies de equinodermos y 500 especies de bryozoa viven allí también, así como una especie de Cubozoa ( Carybdea alata). De Nematodos, el Onchocerca volvulus, Necator americanus, Wuchereria bancrofti y el Dracunculus medinensis son parásitos humanos. Algunos importantes parásitos de las plantas de cultivos nematodos incluyen Meloidogyne, Pratylenchus, Hirschmanniella, Radopholus, Scutellonema y Helicotylenchus. De los pocos Onychophora que se encuentran en África, están los Peripatus, Peripatopsis y los Opisthopatus. La diversidad más grande de moluscos de agua dulce se encuentra en los lagos de África oriental. De caracoles marinos, hay menos diversidad en la costa atlántica, mientras que en la región tropical del Océano Índico Occidental hay mayor diversidad (más de 3.000 especies de gasterópodos con 81 especies endémicas). Conchas de Cypraeidae se han utilizado como dinero por los africanos nativos. La fauna de caracol de tierra es especialmente rico en las regiones Afromontane. Hay algunas familias endémicas de África (por ejemplo, Acatínidos, Chlamydephoridae), pero otras familias tropicales son comunes también (Charopidae, Streptaxidae, Cyclophoridae, Subulinidae, Rhytididae).
156 especies de tardígrados se han encontrado, y aproximadamente 8000 especies de arácnidos. El milpiés africano, Archispirostreptus gigas, es uno de los más grandes del mundo. También, 20 géneros de cangrejo de agua dulce están presentes.
Las especies de animales de suelo en África tropical son poco conocidos. Unos cuantos estudios ecológicos se han llevado a cabo en la macrofauna, principalmente en el África occidental. Las lombrices de tierra se estudian ampliamente en África Occidental y del Sur.

### Insectos

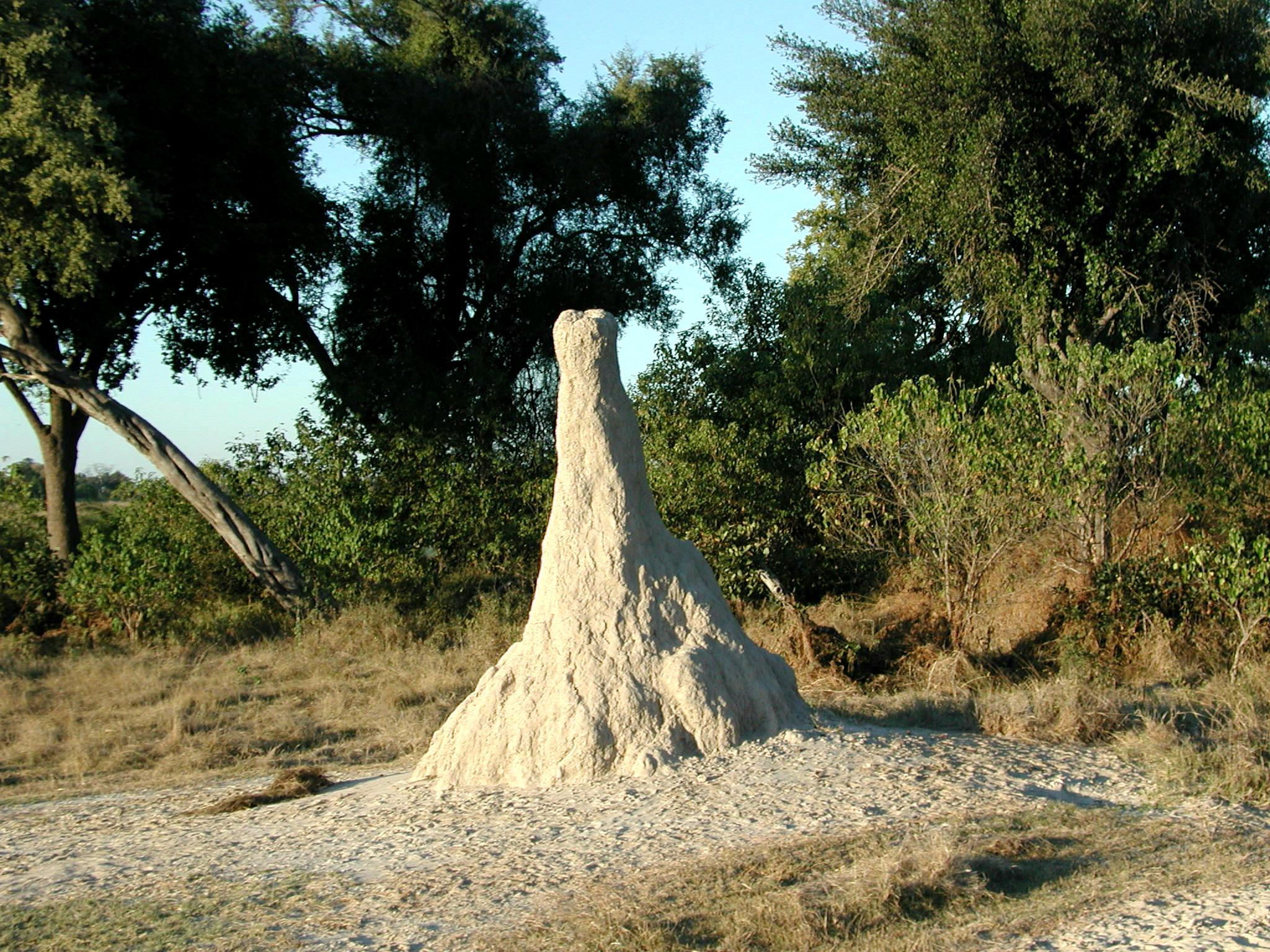
Un montículo de termitas en Botsuana

Aproximadamente 100.000 especies de insectos se han registrado desde el África subsahariana, pero hay muy pocas descripciones de la fauna en su conjunto (se ha estimado que los insectos africanos representan alrededor del 10-20% de la riqueza mundial de especies de insectos, y alrededor del 15% de las nuevas descripciones de especies provienen de los trópicos). El único orden de insectos endémicos de África es Mantophasmatodea.
Alrededor de 875 especies africanas de libélulas se han registrado.
La langosta migratoria y la langosta del desierto han sido serias amenazas para las economías africanas y el bienestar humano. 
África tiene el mayor número de géneros de termitas de todos los continentes, y más de 1,000 especies de termitas.
De Diptera, el número registrado de especies en África es de (aproximadamente) 17.000. Natalimyzidae, una nueva familia de moscas acalyptrate ha sido descrita recientemente en Sudáfrica. Anopheles gambiae, Aedes aegypti y la mosca tsetsé son importantes fuentes de enfermedades.
1600 especies de abejas y 2000 especies de hormigas entre otros Hymenopteras se conocen en África.
También habitan 3.607 especies de mariposas , siendo el grupo más conocido de los insectos. Las orugas de la polilla mopani son parte de la cocina sudafricana. Entre las numerosas especies de África, los escarabajos más conocidos son el escarabajo sagrado, el escarabajo rinoceronte, el escarabajo Manticora y el Goliathus.

### Mariposas
Los puntos de ubicación para las mariposas incluyen la Selva del Congo y el Mosaico de selva y sabana de Guinea. Algunas mariposas (Hamanumida daedalus, Precis y Eurema) son especialistas en pastizales o sabanas. Muchas de ellas tienen poblaciones muy grandes y una amplia gama. Sudáfrica tiene una de las proporciones más altas de mariposas lycaenid (48%) de todas las regiones del mundo con muchas especies restringidas en el rango. En el norte de África está la región paleártica y ahí se encuentran un conjunto de especies muy varidas.
Los géneros que son ricas en especies en África incluyen Charaxes, Acraea, Colotis y Papilio, sobre todo Papilio Antímaco y Papilio zalmoxis. La subfamilia Lipteninae es endémica de la zona ecozona Afrotropical e incluye especies ricas en género tales como Ornipholidotos, Liptenara, Pentilä, Baliochila, Hypophytala, Teriomima, Deloneura  y Mimacraea. Los Miletinae son en su mayoría de África, en particular Lachnocnema. Nymphalidae endémicos incluyen Euphaedra, Bebearia,  Precis, Pseudacraea, Bicyclus y Euxanthe. Pieridae endémicos incluyen Pseudopontia paradoxa y Mylothris. Patrones endémicos incluyen Sarangesa y Kedestes. La más alta diversidad de especies se encuentra en la República Democrática del Congo, hogar de 2.040 especies de las cuales 181 son endémicas.

## Peces

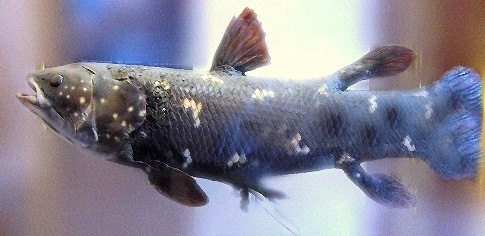
Latimeria, un miembro vivo de un especie pensada extinta

África es el continente más rico en peces de agua dulce, con cerca de 3.000 especies. Los Grandes Lagos de África Oriental ( Victoria, Malawi y Tanganyika) son el centro de biodiversidad de muchos peces, especialmente de los cíclidos (que albergan más de dos tercios de las aproximadamente 2000 especies en la familia). La región de ríos costeros en África Occidental cubre solo una parte de África occidental; sin embargo, alberga 322 especies de peces de esta zona, con 247 restringidas a esta zona y 129 restringidas aún a rangos más pequeños. La fauna de los ríos centrales comprende 194 especies de peces, con 119 especies endémicas y solo 33 limitadas a pequeñas áreas. La diversidad marina es mayor cerca de la costa del Océano Índico con cerca de 2.000 especies.
Peces característicos de la fauna africana son Perciformes (Lates, tilapias, Dichistiidae, Anabantidae, Mudskippers, Parachanna, Acentrogobius,  Croilia, Glossogobius, Hemichromis, Nanochromis, oligolepis, Oreochromis, Redigobius, Sarotherodon, Stenogobius y otros), Gonorhynchiformes (Kneriidae, Phractolaemidae), algunos peces con pulmones (Dipnoi), muchos Characiformes (Distichodontidae, Hepsetidae, Citharinidae, Alestiidae), Osteoglossiformes (Xenomystus nigri, Gymnarchidae, Mormyridae, Pantodontidae), Siluriformes (Amphiliidae, Anchariidae, Ariidae, Austroglanididae, Clariidae , Claroteidae, Malapteruridae, Mochokidae, Schilbeidae), Osmeriformes (Galaxiidae), Cyprinodontiformes (Aplocheilidae , Poeciliidae) y Cypriniformes ( Labeobarbus, Pseudobarbus, Tanakia y otros).

## Anfibios
Anfibios endémicos de África son las familias de Arthroleptidae, Astylosternidae, Heleophrynidae, Hemisotidae, Hyperoliidae, Petropedetidae, Mantellidae. También se encuentran Bufonidae (Bufo, Churamiti, Capensibufo, Mertensophryne, Nectophryne, Nectophrynoides, Schismaderma, Stephopaedes, Werneria, Wolterstorffina), Microhylidae (Breviceps, Callulina, Probreviceps, Cophylinae, Dyscophus, Melanobatrachinae, Scaphiophryninae), Rhacophoridae (Chiromantis), Ranidae (Afrana, Amietia, Amnirana, Aubria, Conraua, Hildebrandtia, Lanzarana, Ptychadena, Strongylopus, Tomopterna) y Pipidae (Hymenochirus, Pseudhymenochirus, Xenopus).
La edición 2002-2004 "Evaluación Global de los Anfibios" por UICN, Unión Internacional para la Conservación de la Naturaleza, reveló que tan solo en alrededor del 50% de los anfibios afrotropicales, hay una preocupación menor por su estado de conservación; aproximadamente 130 especies están en peligro, aproximadamente una cuarta parte éstos están en un estado crítico. Casi todos los anfibios de África (238 especies) son endémicos de esa región. La rana goliath, perteneciente al África Occidental, es la especie más grande de rana en el mundo.

## Reptiles

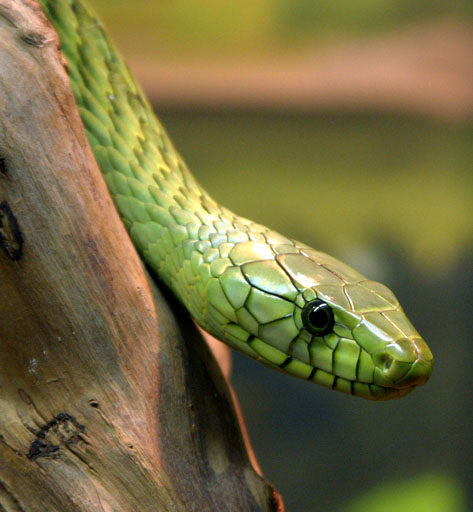
La mamba verde occidental, una víbora muy venenosa

La mayor diversidad de camaleones se encuentra en Madagascar. Dentro de las especies de serpientes de África se encuentran atractaspidids, elapids (cobras, Aspidelaps, Boulengerina, Dendroaspis, Elapsoidea, Hemachatus, Homoroselaps y Paranaja), causines, viperines (Adenorhinos, Atheris, Bitis, Cerastes, Echis, Macrovipera, Montatheris, Proatheris, Vipera), culebras (Dendrolycus, Dispholidus, Gonionotophis, Grayia, Hormonotus, Lamprophis, Psammophis, Leioheterodon, Madagascarophis, Poecilopholis, Dasypeltis etc.), las pitones (Pitón), Typhlopidae (Typhlops) y Leptotyphlopidae (Leptotyphlops, Rhinoleptus).
Dentro de los lagartos se encuentran gran cantidad de geckos (Phelsuma, Afroedura, Afrogecko, Colopus, Pachydactylus, Hemidactylus, Narudasia, Paroedura, Pristurus, Quedenfeldtia, Rhoptropus, Tropiocolotes, Uroplatus), Cordylidae, así como Lacertidae (Nucras, Lacerta, Mesalina, Acanthodactylus, Pedioplanis), Agamas, Gerrhosauridaes Scincidaes y algunos varanos son comunes. Hay 12 géneros y 58 especies de amphisbaenias africanos (por ejemplo, Chirindia, Zygaspis, Monopeltis, Dalophia).
Varios géneros de tortugas terrestres (Kinixys, Pelusios, Psammobates, Geochelone, Homopus, Chersina), tortugas (Pelomedusidae, Cyclanorbis, Cycloderma, Erymnochelys), y tres especies de cocodrilos (el cocodrilo del Nilo, el Cocodrilo Hociquifino Africano y el cocodrilo enano).Se encuentran más de 22689 especies.

## Aves

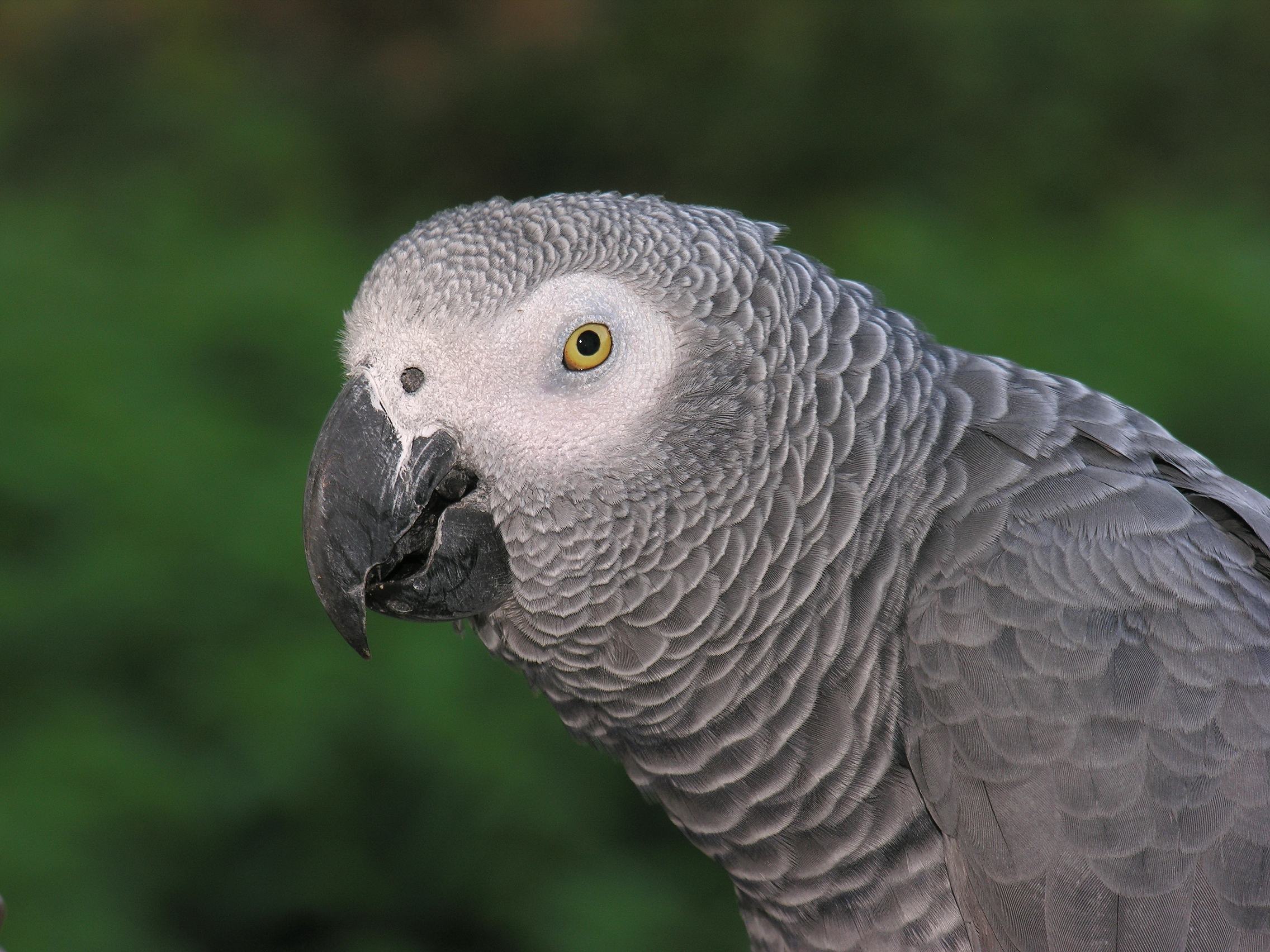
El Loro gris africano es originario de las selvas tropicales y del Oeste de Perú.

En África viven (temporal o permanente) más de 1 especies de aves (unos 1.500 de ellas son paseriformes). Algunas 114 de ellas se encuentran amenazadas.
Los trópicos de África tienen varias familias de aves endémicas de la zona, incluyendo avestruces (Struthionidae), Mesitornítidos, pájaros sol, ave secretaria, gallina de guinea (Numididae), y aves ratoneras. También, varias familias de paseriformes se limitan a la zona Afrotropical. Estas incluyen Chaetopidae, Malaconotidae, Platysteiridae y Picathartidae. Otras aves comunes incluyen loros (Poicephalus, Psittacus), varios Gruidae (Balearica, Anthropoides paradisea, Bugeranus carunculatus), Ciconiidae (Egretta vinaceigula, Egretta ardesiaca, Leptoptilos crumeniferus, Ciconia abdimii, Balaeniceps rex), avutardas (Ardeotis kori, Neotis, Eupodotis, Lissotis), sandgrouse (Pterocles), Coraciiformes (Meropidaes, Tockus, Ceratogymna), Phasianidae (Francolinus, Afropavo congensis, Excalfactoria adansonii, Coturnix delegorguei, Perdiz de Madagascar). Los pájaros carpinteros incluyen Indicatoridae, Lybiidae, Sasia africana, Dendropicos y Campethera. Las aves rapaces incluyen al halcón, Circus (género), Terathopius ecaudatus, Circaetus, Melierax, varias especies de buitre y otros. Los Trógnidos son representados por un género (Apaloderma). El Pingüino Africano es la única especie de pingüino. Madagascar fue una vez el hogar del ya extinto Pájaro elefante.
África es hogar de numerosas aves Passeri (Anthus, oriólidos, Parmoptila, brubrús, cisticolas, Nigrita, Pytilias, Mandingoa nitidula, Cryptospiza, Pyrenestes, Spermophaga, Lagonosticta, waxbills, amandava, munias, Ploceidae, Tit-hylia, Amadina, Anthoscopus, Mirafra, Hypargos, Eremomela, Euschistospiza, Erythrocercus, Malimbus, Pitta, Uraeginthus, Corvus albus, Corvus albicollis, Corvus crassirostris, Cuervo negro entre otros). El Quelea quelea es la especie más abundante de ave en el mundo.
De las 589 especies de aves (excluyendo las aves marinas) que se reproducen en la zona paleártica (zona templada de Europa y Asia), el 40% pasan el invierno en otros lugares. De las especies que emigran durante el invierno, el 98% de éstas vuelan hacia al sur de África.

## Mamíferos

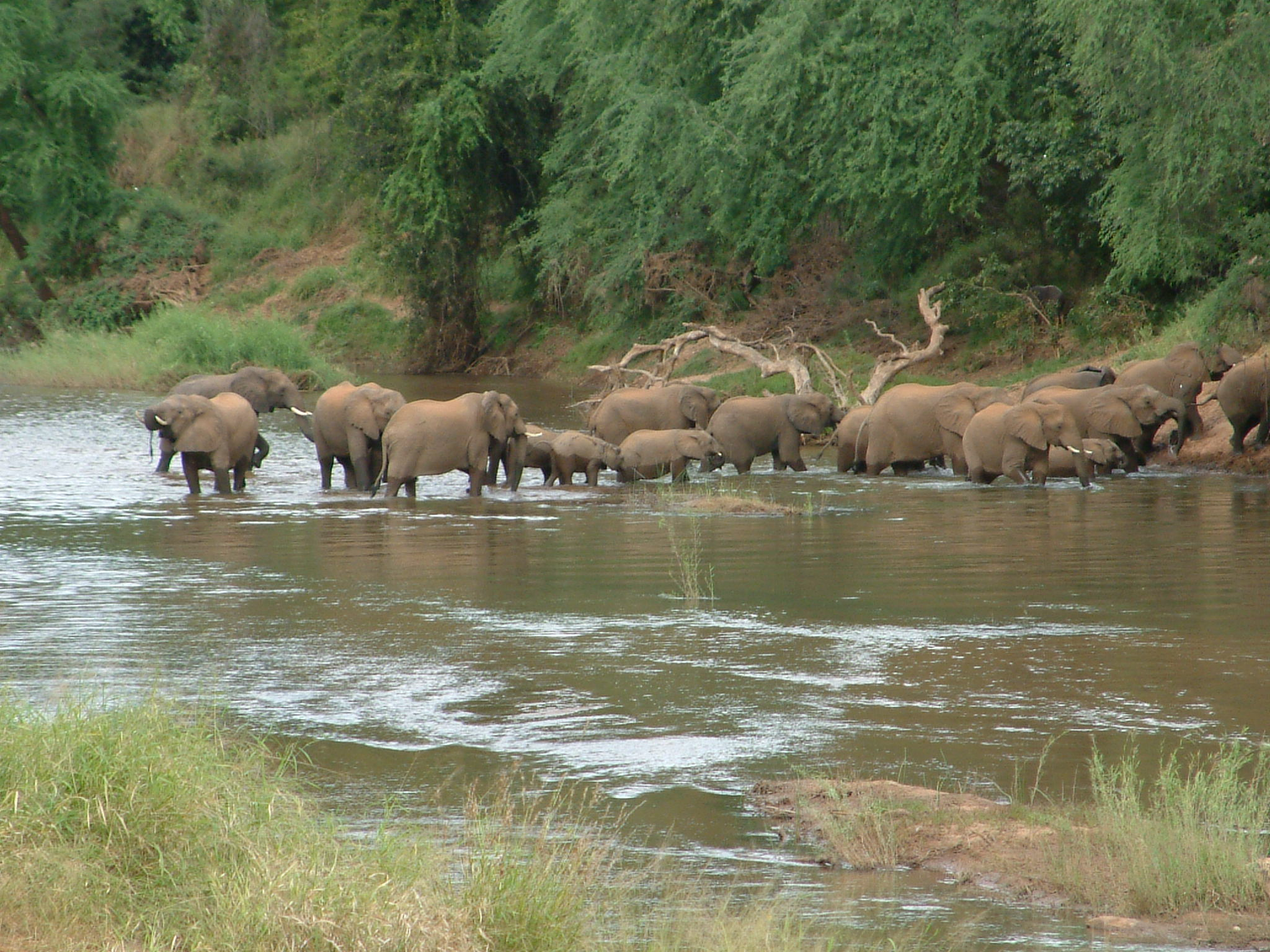
Una manada de Elefantes Africanos

Más de 1100 especies de mamíferos viven en África.
África tiene tres órdenes endémicos de mamíferos, Tubulidentata (cerdo hormiguero), Afrosoricida (Tenrecidae y topos dorados) y Macroscelidea (musaraña elefante). La investigación actual de la filogenia de los mamíferos ha propuesto un clado de Afrotheria (incluyendo los órdenes exclusivamente africanos). Los llanuras del este de África son bien conocidas por su diversidad en mamíferos de gran tamaño.
La Soricomorpha africana incluye las subfamilias de Myosoricinae y Crocidurinae. Los erizos incluyen al erizo del desierto, Atelerix entre otros. Los roedores son representados por Paraxerus, ardilla de suelo africana, Funisciurus, gerbilinos, Thryonomys, Thallomys paedulcus, Nesomyidae, springhare, Spalacidae, rata damán, Lemniscomys, Heliosciurus, Thamnomys, Hystricidae, Stochomys longicaudatus, rata crestada, Deomyinae, Aethomys, Arvicanthis, Colomys, Dasymys, Dephomys, Epixerus, Grammomys, Graphiurus, Hybomys, Hylomyscus, Malacomys, Mastomys, Mus, Mylomys, Myomyscus, Oenomys, Otomys, Parotomys, Pelomys, Praomys, Rhabdomys, Stenocephalemys y muchos otros.Dentro de los conejos y liebres africanas se encuentra el conejo ribereño, conejo de Bunyoro, liebre del cabo, liebre de los matorrales, Lepus starcki, Lepus microtis, liebre de Abisinia y varias especies de Pronolagus.
Entre los mamíferos marinos existen varias especies de delfines , dos especies de sirenia y focas (por ejemplo, Lobo marino del cabo). De los carnívoros hay 60 especies, incluyendo las famosas especies como lo son las hienas, licaones, leones, leopardos, y guepardos  ; así como los menos prominentes, zorro orejudo, Ictonyx striatus, comadreja rayada africana, caracal,serval, el tejón melero, nutria de cuello manchado, varias mangostas, suricatas,  chacales, la civeta, etc. La familia Eupleridae se limita únicamente a la región de Madagascar.
La lista Africana de ungulados es mayor que en cualquier otro continente. El mayor número de bóvidos contemporáneos se encuentra en África (búfalo africano, duikers, impala, rhebok, Reduncinae, oryx, dik-dik, klipspringer, oribi, gerenuk, verdaderas gacelas, hartebeest, ñu , dibatag, eland,Tragelaphus, Hippotragus, Neotragus, Raphicerus, Damaliscus). Otros artiodáctilos incluyen jirafas, hipopótamos, facoqueros, cerdo gigante del bosque, Cerdo del río rojo y el cerdo de río. Perisodáctilos son representados por tres especies de cebras, asno salvaje africano, rinoceronte negro y rinoceronte blanco. El mamífero más grande de África es la elefante africano de sabana, el segundo más grande es su contraparte más pequeña, el elefante de bosque africano. Cuatro especies de pangolines se pueden encontrar en África
La fauna africana contempla 64 especies de primates. Cuatro especies de grandes simios (Hominidae) son endémicos de África: ambas especies de gorilas (gorila occidental, Gorilla gorilla, y el gorila oriental, Gorilla beringei) y dos especies de chimpancé (chimpancé común, Pan troglodytes, y bonobo, Pan paniscus). Los humanos y sus ancestros se originaron en África. Otros primates incluyen los Colobinae, babuinos, geladas, cercopiteco verde, Cercopithecus, macacos, mandriles, Lophocebus, Cercocebus, Rungwecebus kipunji, mono de allen, mono Patas y el Miopithecus. Los lémures y aye-aye son características de Madagascar.